# イシャンゴの骨
イシャンゴの骨（イシャンゴのほね、英語: Ishango bone）は、1960年にアフリカ・コンゴで発見された後期旧石器時代の骨角器。骨の年代はおよそ2万年前で、大きさの異なる刻み目が3列に亘って骨につけられている。この刻み目の数が、ある列は素数だけであったり、別の列では掛け算などを示唆するような内容であったため、発見以来数学的に意義のある考古学的証拠とされてきたが、一方でこの数に数学的な意味はないとする指摘もある。
イシャンゴの骨は2011年現在ブリュッセルにあるベルギー王立自然史博物館で常設展示されている。

## 概要
イシャンゴの骨は暗褐色のヒヒの腓骨でできており、長さは10cm程で方端には尖った水晶の欠片が取り付けられている。全長に亘って大小様々の刻み目が3列にほぼ並行してついているが、この刻み目が意図的につけられたことは明らかである。骨は当初、何かの数を記録した札（Tally stick）のようなものと考えられていたが、後に単に数を数えた以上の、何らかの数学的な知識を示した遺物とする説も示された。一方で、この刻み目は数学とは全く関係ないものであり、骨は先端につけられた水晶で何かを削る道具であって、骨をしっかり握る為の滑り止めとして握り手に刻み目をいれたものとの指摘もある。
1960年、ベルギーの地質学者J・デ・ハインツェリン（Jean de Heinzelin de Braucourt、1920年-1998年）がベルギー領コンゴを探検中、ナイル川源流域にあたるエドワード湖の北西部にあるイシャンゴと呼ばれた段丘（現在のウガンダとコンゴ民主共和国の国境付近、ヴィルンガ国立公園内、ゴマ近郊）で遺跡と骨を発見した。遺跡は狩猟採集を行っていた痕跡のある小さな集落で、火山の噴火によって埋没したものであり、イシャンゴの骨以外にも刻み目のついた骨や水晶片などが発見されている。
骨の年代は、初め紀元前9000年から紀元前6500年ごろと推定されたが、発見場所である遺跡を再調査した結果遺跡の年代が1万6千年から2万5千年前であることが判明している。

## 刻み目の意味

### 数学説

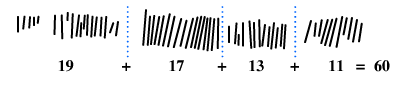
左列

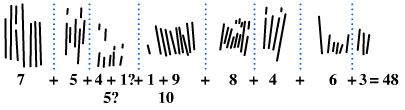
中列

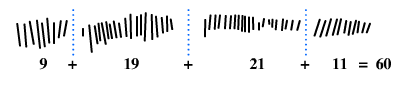
右列

刻み目が非対称的な3つの列にグループ化されていることから、この骨は文字や記号と一定の法則を用いて数を表現する方法（つまり記数法）をつくりだすために使われたものではないかとする意見もある。
中列の数には、3とその2倍の6、4とその2倍の8、そして10とその2分の1の5が含まれていることから、刻み目は適当に付けられたのではなく、2の掛け算や割り算の概念をある程度理解してつけられたものと解釈されてきた。骨自体が簡単な計算機として使われていた可能性もある。左列と右列の数はすべて奇数（9、11、13、17、19、21）であり、右列の刻み目の数は10 + 1、10 − 1、20 + 1、20 − 1であることから十進法を理解していた証拠と考えられてきた。とくに左列は10から20までの素数（四つ子素数）であることから素数の概念が理解されていた証拠とされてきた。
こうした見方に対して、元テクニオン・イスラエル工科大学物理学教授のピーター・ラドマンは、著書『数学はじめて物語（原題：How Mathematics Happened: The First 50,000 Years）』の中で、刻み目の印が数を表したものである可能性は否定しないながらも、それがなぜ素数や2や10の倍数に近い数を示さなければいけないのかが明らかになっていないとして安易な解釈をけん制している。また、素数の概念は割り算の概念が理解されてはじめて存在し得るはずだが、割り算の概念が現れたのは農耕牧畜文化誕生後の1万年前以降であり、さらに素数を最初に理解したのは紀元前500年の古代ギリシアの数学者たちだっただろうと述べ、骨の印を掛け算、割り算や素数が理解されていたことの証拠と解釈することに反対した。さらに、イシャンゴの骨を2万年前のアフリカに数学があったことのシンボルとすることについて「アフリカ系アメリカ人に誇りを植えつけるため」だったとして異議を唱え、この遺物については、「無名数による計数が行われていたこと」に注目すべきであるとした。

### カレンダー説
イシャンゴの住人たちは、雨季は山や谷に住み、乾季になると湖の岸辺へ降りてきたと考えられている。季節によって住む場所を変えていたことが、カレンダー説の根拠のひとつとなっている。アメリカの考古学者アレクサンダー・マーシャクは、イシャンゴの骨を顕微鏡観察し、刻み目は6か月にわたる月の満ち欠けを記録したもので太陰暦の一種である可能性を示唆した。また、民族数学者クラウディア・ザスラフスキーはマーシャクの説を発展させ、この道具を作ったのは女性であり、月経周期に関連づけて月相を追跡し記録したものであるとの見方を示している。